# João Cristino da Silva
João Cristino da Silva (Lisboa, 24 de julho de 1829 — Lisboa, 12 de maio de 1877), foi um pintor português da época romântica.

## Biografia

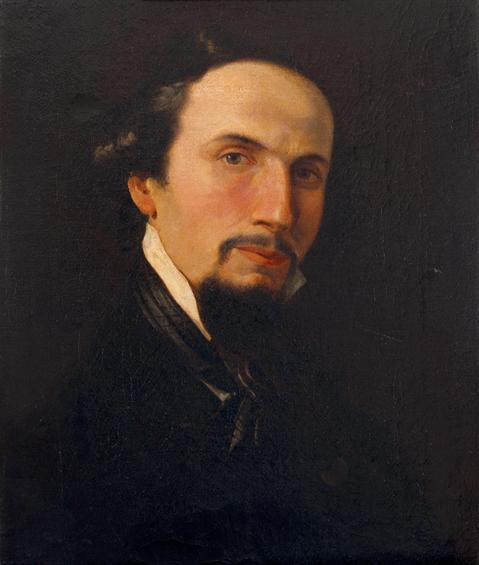
Auto-retrato do pintor (c. 1855)

Nasceu em Lisboa, filho de António Paulino da Silva e de Maria do Carmo Silva, burgueses de Alfama. O pai, proprietário e mestre de uma fábrica de fitas, assiste com orgulho ao despontar da vocação do seu filho para a pintura, que com as sobras das tintas realiza as suas primeiras experiências, e inscreve-o na Academia das Belas Artes de Lisboa. Iniciou os seus estudos em 1841 na Academia de Belas Artes de Lisboa(A), onde mais tarde viria a ser professor, mas não terminou o curso por discordar com os métodos de ensino. No período de 1847 a 1849 estudou cinzelagem na oficina de lavrantes do Arsenal do Exército. Em 1849 voltou a dedicar-se à pintura.
No entanto, continuou a pintar e a expor, quer em Portugal, quer no estrangeiro, nomeadamente em Paris e Madrid. Artista ligado ao Romantismo, ficou sobretudo conhecido como um pintor de pintura da paisagem, sendo companheiro de Tomás da Anunciação, que considerava como um Mestre.
Na Exposição Universal de Paris de 1855 expôs a sua obra Cinco Artistas em Sintra(B).
Em Madrid expôs algumas das sua obras, tendo sido condecorado pelo rei Amadeu I.
Em 1860 tornou-se professor substituto da Academia, mas devido ao seu temperamento irreverente acabou por abandonar o cargo, nove anos depois.
Casou em 23 de julho de 1864 na Igreja de São Vicente de Fora, em Lisboa, com Maria Joana de Mesquita e Melo Silva, com quem teve quatro filhos. Teve ainda um filho fora do casamento, que educou e que seguiu o percurso do pai na Academia de Belas Artes.
A partir de 1867 Cristino, passou a receber um subsídio oficial, o que lhe permitiu viajar por França e Suíça, dando-lhe a possibilidade de contactar com a pintura desses países. Esse contacto reforçou a aproximação da sua pintura do naturalismo.
O artista pintou ao longo dos seus 47 anos de vida, mais de trezentos quadros.
Encontra-se colaboração artística da sua autoria no semanário Arquivo Pitoresco (1857–1868).
O pintor, acabou os seus dias no hospício de Rilhafoles, em virtude de ter enlouquecido. Foi sepultado no Cemitério do Alto de São João.

## Considerações sobre a sua obra

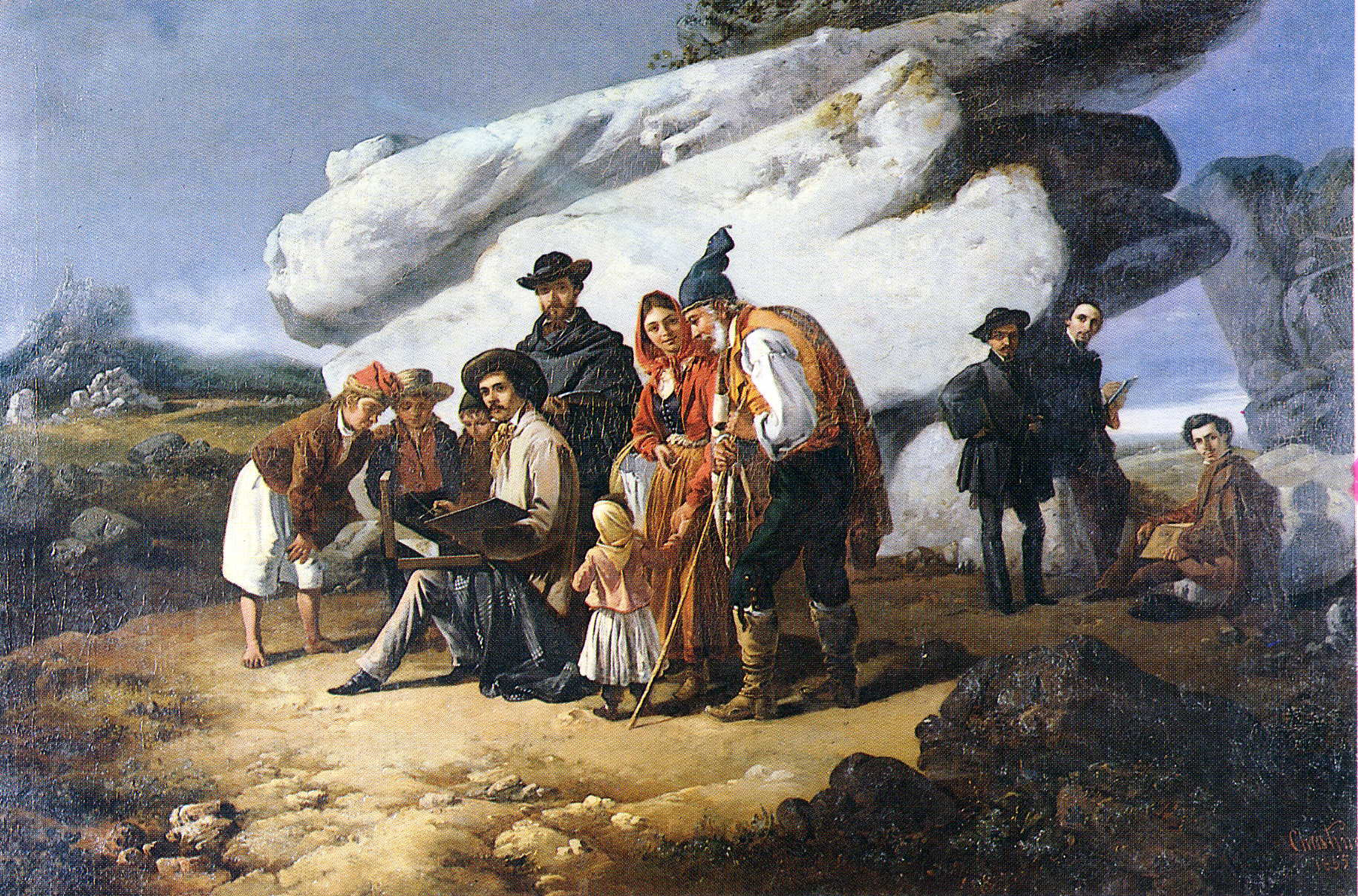
Cinco Artistas em Sintra (1855)
por Cristino da Silva.

| “ | A sua obra, com mais fôlego que a de Anunciação, nos seus melhores momentos, é, no entanto, irregular. José Augusto França | ” |

'

## Obras
- Auto-retrato[1] (c. 1854) - no Museu do Chiado
- Cinco Artistas em Sintra.[2] (1855) - no Museu do Chiado
- Estrada da Pena (c. 1855-57) - no Museu Regional de Sintra
- Sem título (Paisagem) (c. 1855-60) - numa Coleção ParticularA Passagem do gado (1867)
 por Cristino da Silva.
- Recuar da onda[1] (1857)

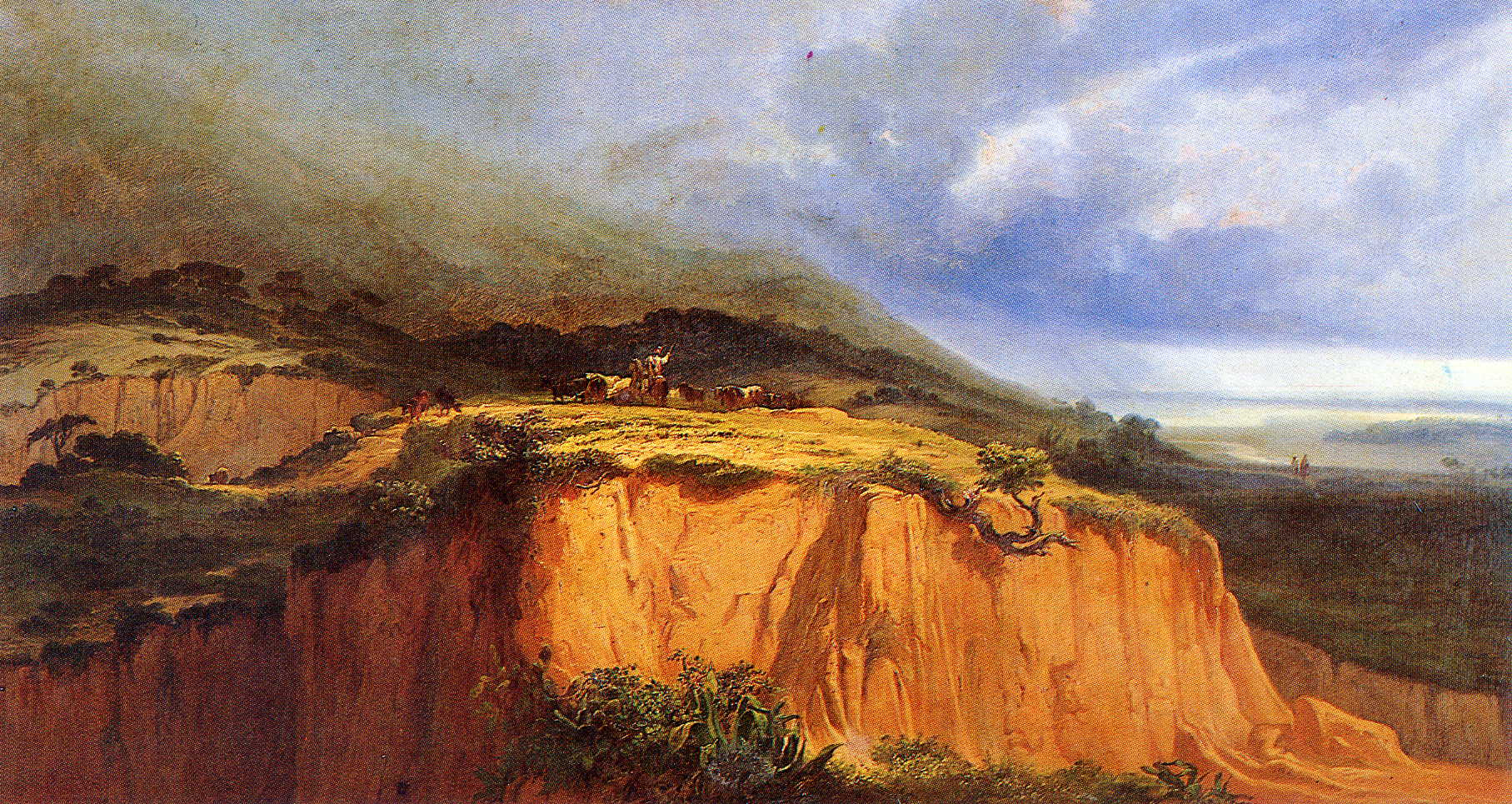
A Passagem do gado (1867)
por Cristino da Silva.

- Paisagem e animais - Vista de Lisboa tirada de Entremuros[1] (1859)
- Título desconhecido (Caminho da Pena) (c. 1860) - numa Coleção Particular
- Título desconhecido (Paisagem de Sintra) (c. 1860-66) - numa Coleção Particular
- A Passagem do gado[1] (1867) - no Museu do Chiado
- Cruz Alta de Sintra.[2]
- Fonte das Lágrimas.[2]
- Álbum de Desenhos - na Biblioteca de Arte da Fundação Calouste Gulbenkian

## Galeria

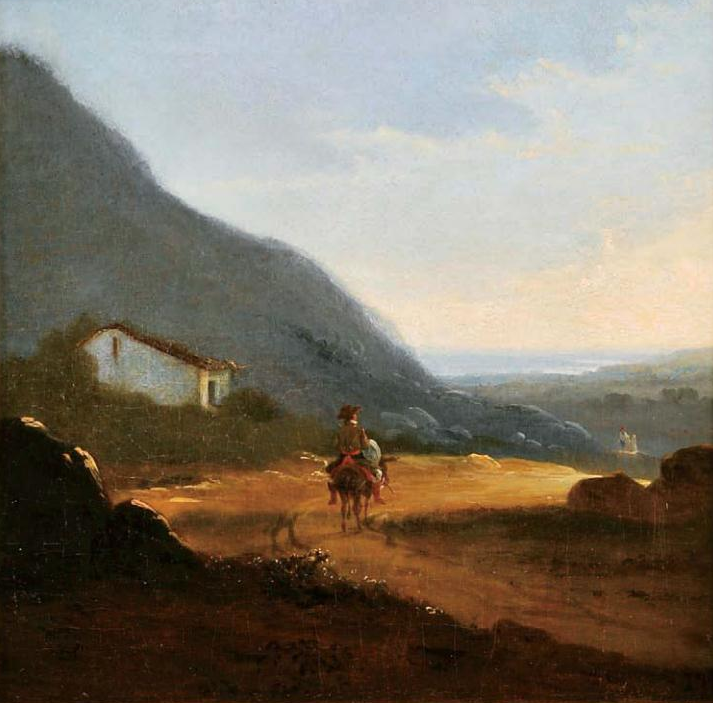
O Regresso a Casa (1866)
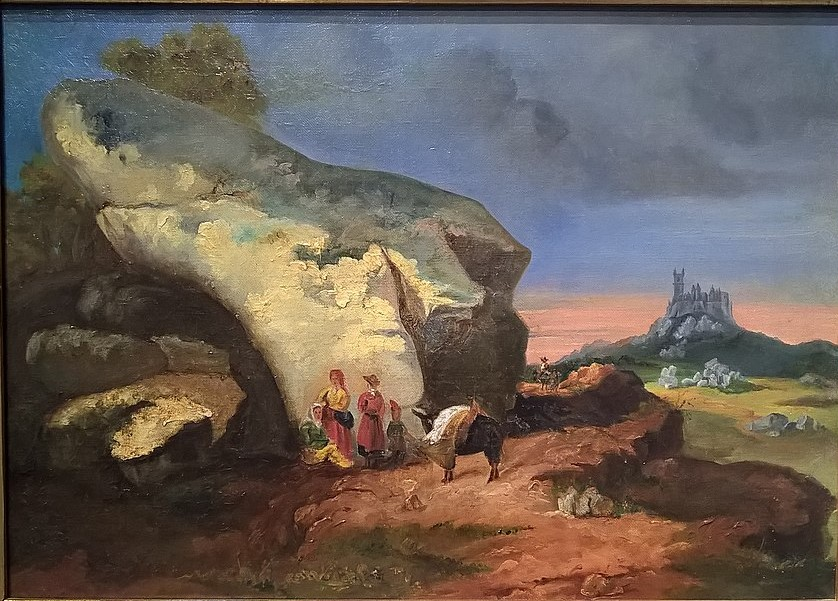
Serra de Sintra e Palácio da Pena (1855-1857)
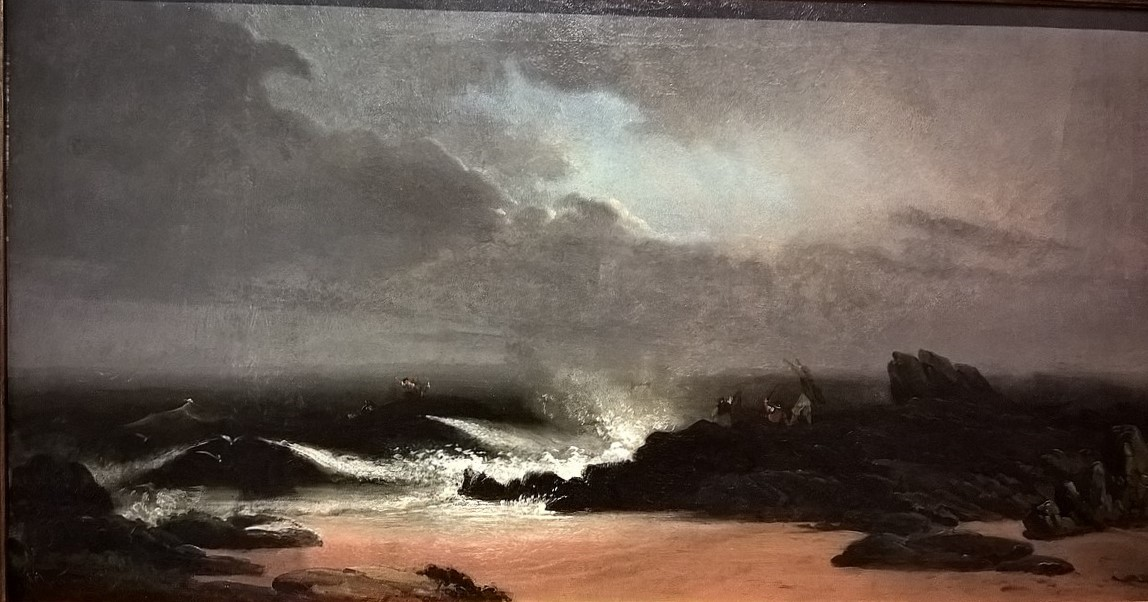
Marinha (1855)
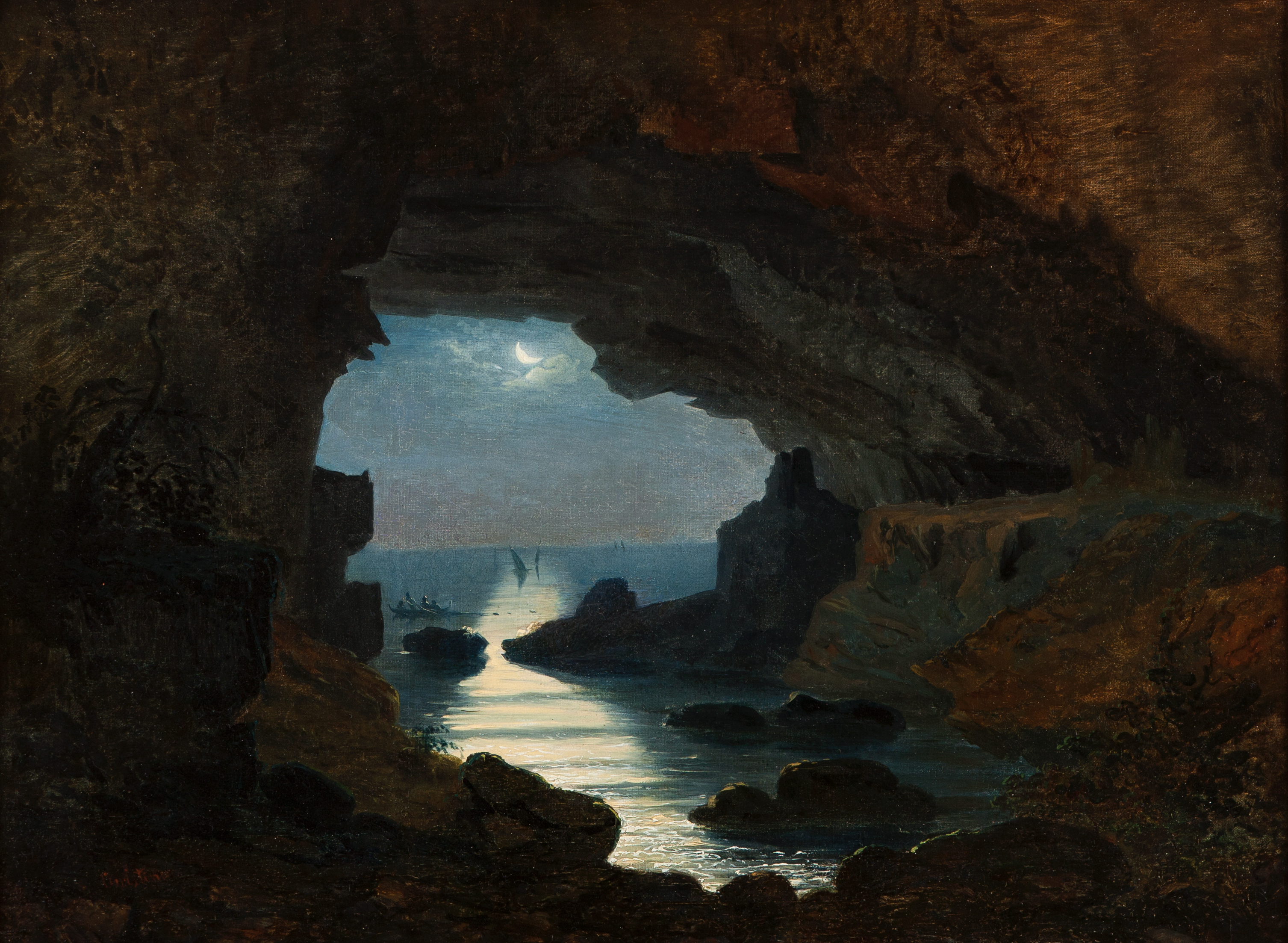
Boca do Inferno, Cascais (1863-65)
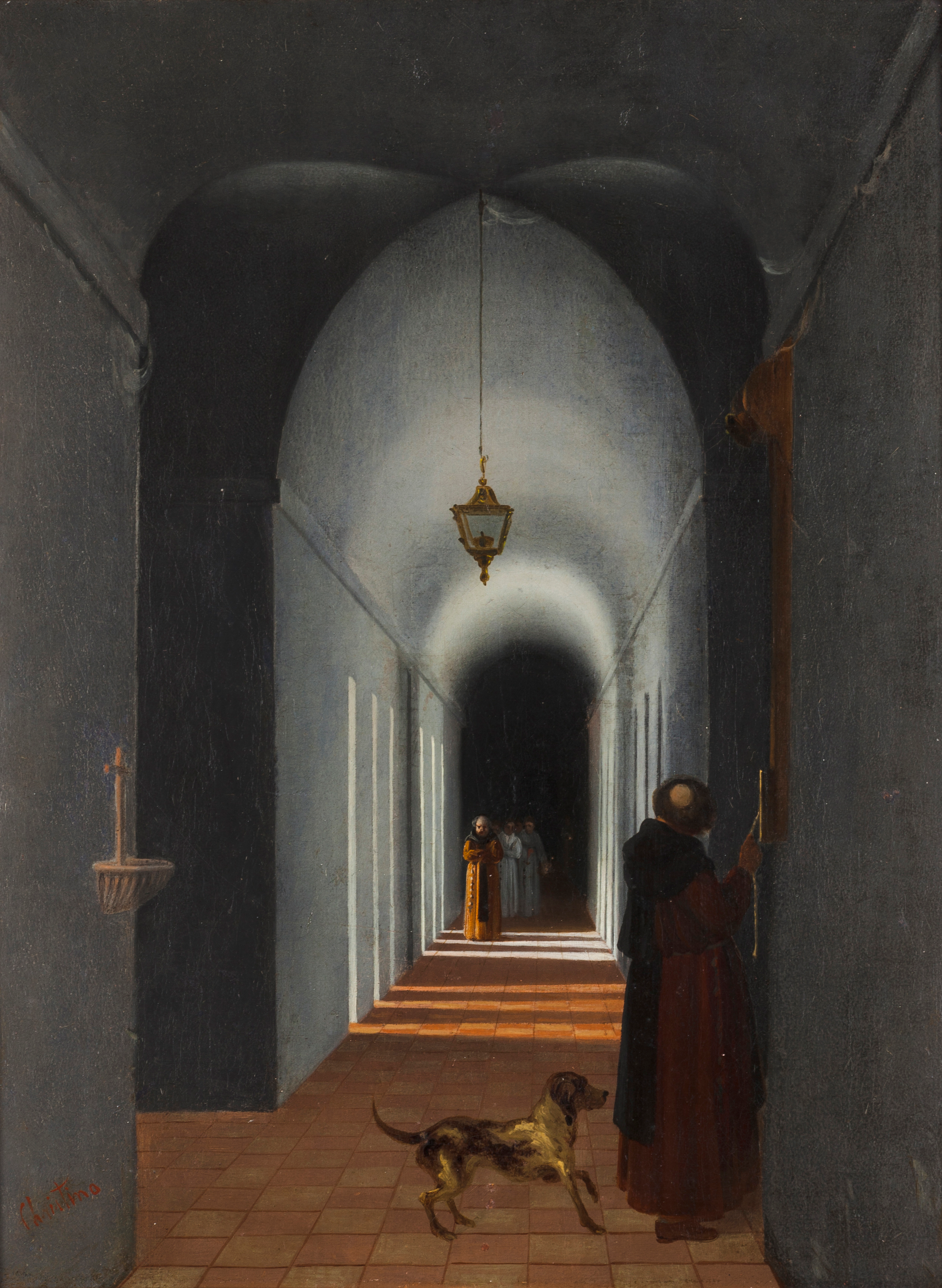
Interior de Convento
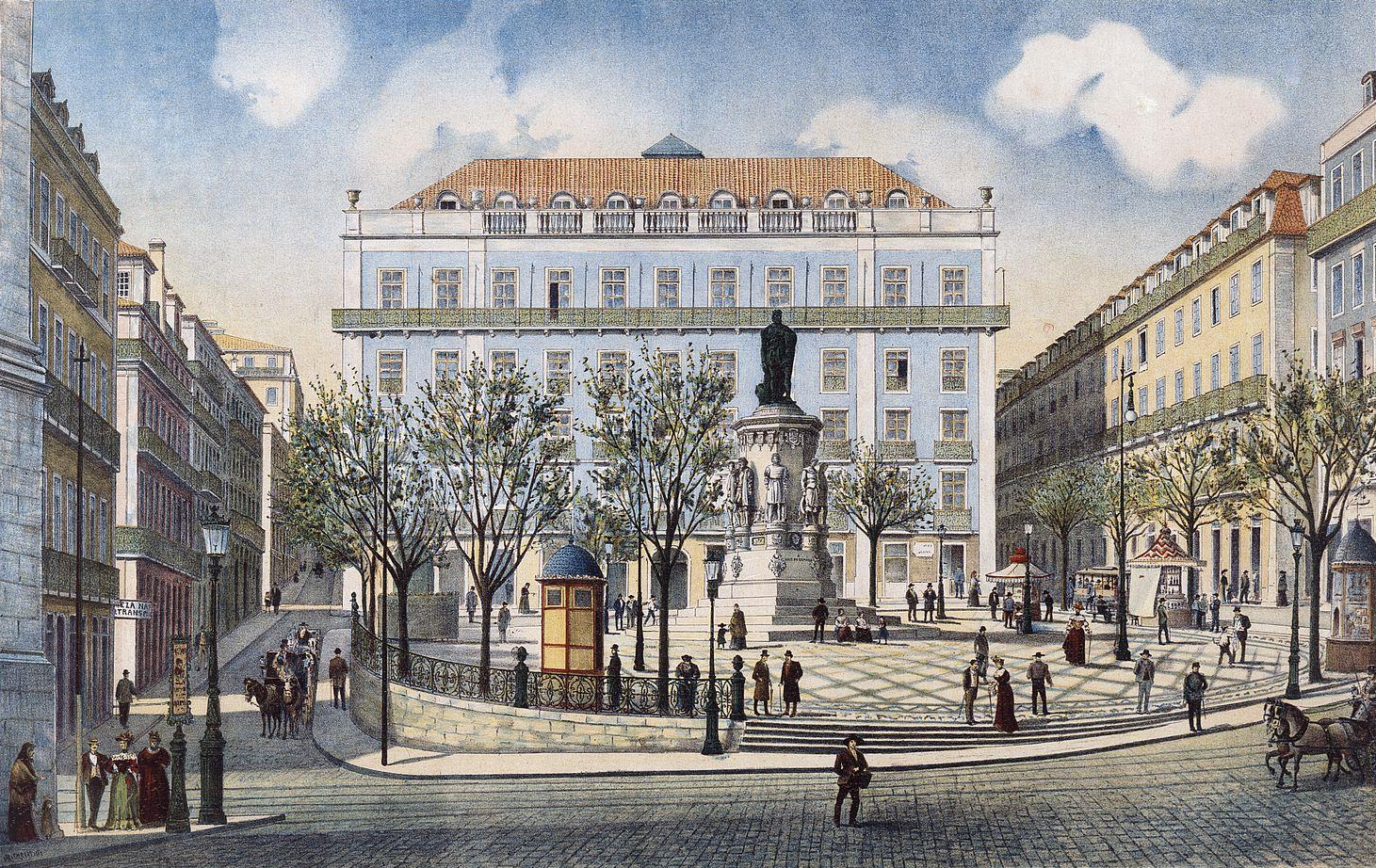
Praça de Luiz de Camões, em Lisboa (1905-10)
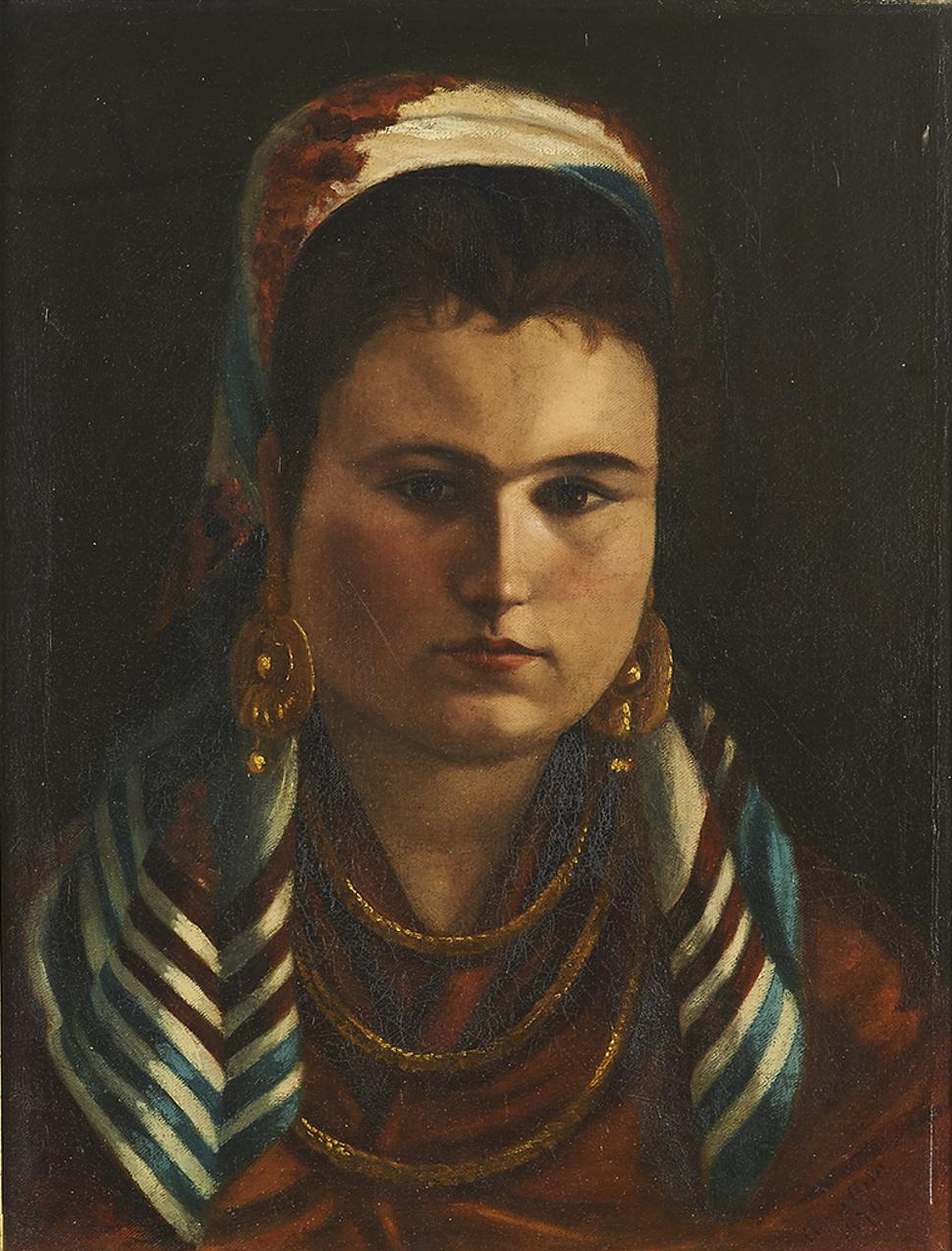
Napolitana (1876)